# 1824 dans les chemins de fer
Chronologie des chemins de fer
1823 dans les chemins de fer - 1824 - 1825 dans les chemins de fer

## Évènements
- Technologie : depuis 1824, le diamètre des roues des locomotives augmente, des bandes de roulement en fer forgés se substituent à la fonte, les soupapes de sécurité à ressort sont introduites et les moteurs sont supportés par un châssis suspendu[1].

### Juillet
- 21 juillet.  France :   Ordonnance autorisant la constitution d’une société anonyme dite Compagnie du chemin de fer de Saint-Étienne à la Loire et approuvant ses statuts, pour l’exécution et l’exploitation de la ligne Saint-Étienne - Andrézieu.

## Naissances
- x

## Décès
- x